# 草軽電気鉄道デキ12形電気機関車
草軽電気鉄道デキ12形電気機関車（くさかるでんきてつどうデキ12がたでんききかんしゃ）は、かつて長野県と群馬県に路線網を有していた鉄道路線（軽便鉄道）の草軽電気鉄道で使用されていた電気機関車である。その独特な形状から「カブトムシ」の愛称で親しまれていた。

## 概要
2022年現在バス会社として盛業中の草軽交通の前身は、1915年7月22日に営業運転を開始した軌間762 mmの軽便鉄道である草軽軽便鉄道である。当初は非電化で、蒸気機関車が牽引する客車列車や貨物列車が運行していたが、1924年に社名を草軽電気鉄道に改めたのち同年に一部区間を電化し、1926年に開通した延伸区間を含め同年までに全線の電化を完了した。これに併せて導入されたのがデキ12形電気機関車である。
全車ともアメリカ・オハイオ州に本社を有していたジェフリー社が製造を手がけた物で、信越電力が中津川発電所の建設工事に際し1920年に導入した後、工事完了に伴い草軽電気鉄道へ譲渡され、以下のように3次に渡って営業運転に投入された。車両番号については非電化時代に使用された蒸気機関車（1 - 11）の追番となっていた。
- デキ12 - デキ20 - 草軽電気鉄道の電化に合わせてまず1924年9月にデキ12 - デキ17が入線した後、同年12月にデキ18 - デキ20が入線した。これらの車両は製造当初は運転台が屋根のないオープンキャブ（吹きさらし）で、集電装置も車体中央の門型の台に設置したトロリーポールが用いられていたが、営業運転に際しては前後に朝顔型連結器を設置したほか、運転台に屋根が設けられて密閉型へ改装され、集電装置は架線への追随性を高めるため独特の形状の垂直式パンタグラフに換装し、位置も運転台上に変更してL字型の車体になった。しかし、その後の営業運転において脱線事故が多発した事から、1932年から1933年にかけて安定性を向上させるため車体前後に先輪と従輪を配置したほか、順次電気ブレーキの追加とそれに伴う機械室天板の嵩上げ及び側面全周に渡る通風口の設置、機械室の左右に一段張り出すような形状の安定用の死重（重さ1t）を追加といった改造が施されている[注釈 1][2][3][4][8][9]。
- デキ21（初代）→デキ50 - 1935年に増備された車両。製造当初はデキ12 - デキ20と同型の車体形状だったが、後年に車体を背が高く中央に運転台がある凸形に改造したほか、車番についても1937年にデキ50に改番した[3][4][5]。
- デキ21（2代） - デキ24 - 1937年から1940年にかけて導入。全車とも廃車時まで改造後のデキ12 - デキ20と同じ車体形状だった[3][4]。デキ21（2代）の車番は当初デキ22（初代）だったが、監督官庁の指摘でデキ21（初代）がデキ50に改番したのに伴い改番された[10]。デキ22（2代）- デキ24は1939年3月に増備されている。

## 運用・現況
デキ12形は草軽電気鉄道の電化以降主力車両として使用されたが、凸型車体に改造されたデキ50については重心の高さから揺れが激しく、走行区間が限られた事から1947年2月に栃尾鉄道（→越後交通栃尾線）に譲渡された。同時期に電化が実施された同鉄道では主に貨物列車用に使用されたが、出力が小さかった事から後継車両（ED51）の導入により1954年に休車となり、長期の留置を経て1961年に廃車・解体された。
それ以外の車両は引き続き草軽電気鉄道に在籍したが、老朽化が深刻だったデキ14は1959年に廃車となり、1960年の部分廃止時にもデキ12とデキ15 - デキ22が廃車され、1962年の全線廃止時に在籍していたのはデキ13、デキ23、デキ24の3両だった。

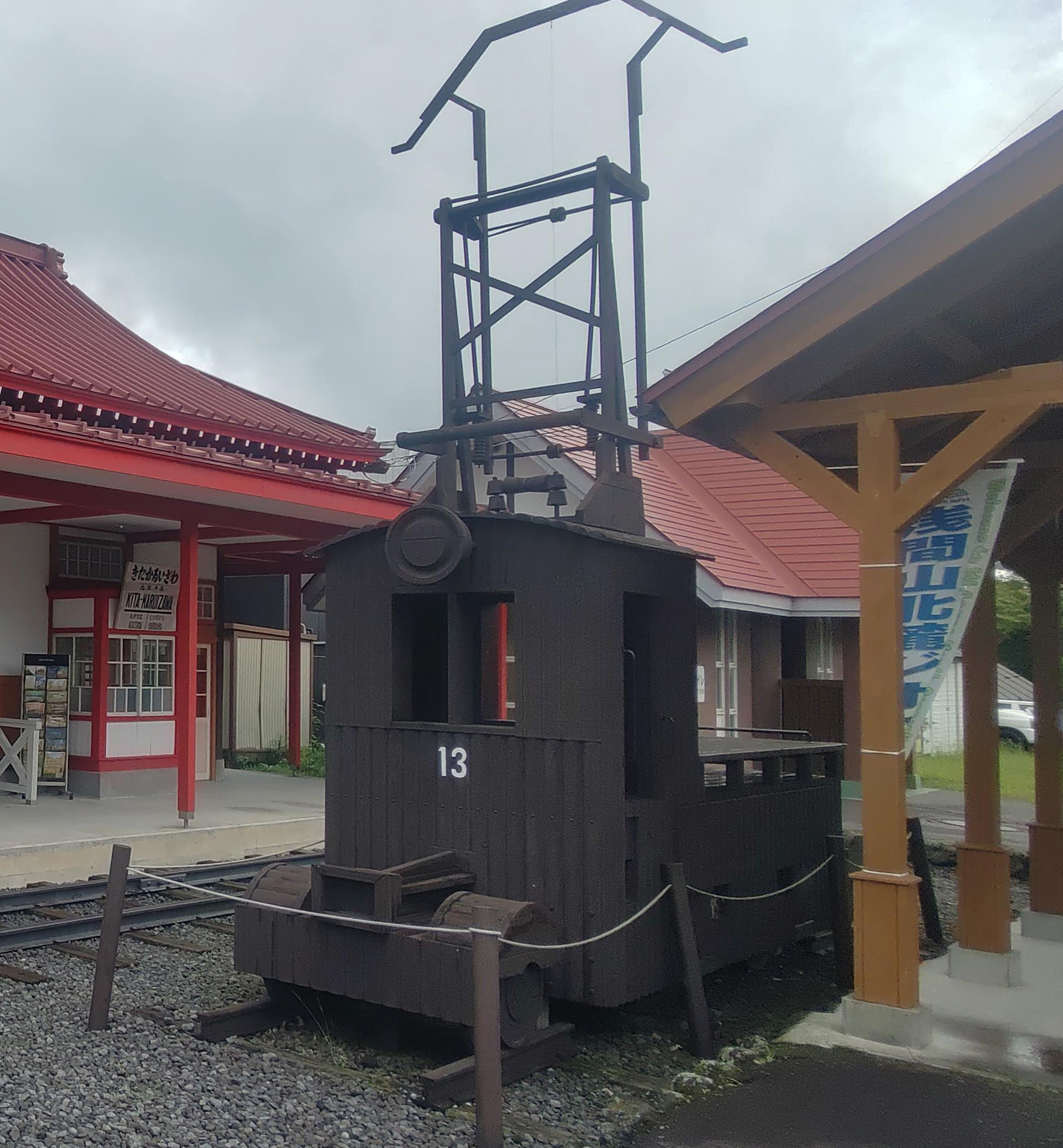
旧北軽井沢駅展示デキ12形電気機関車模型

その後、デキ13については軽井沢駅横の（旧）軽井沢駅舎記念館に保存され、同記念館が2017年に閉館して以降も同地点への保存が続いている。また、国の登録有形文化財に登録されている旧北軽井沢駅駅舎付近には2010年7月以降デキ12形を基にした木製の実物大模型が展示されている。